# Епархия Бароды
Епархия Бароды (лат. Dioecesis Barodensis) — епархия Римско-Католической церкви c центром в городе Вадодара, Индия. Епархия Бароды входит в митрополию Гандинагара. Кафедральным собором епархии Бароды является церковь Пресвятой Девы Марии Розария.

## История
29 сентября 1966 года Римский папа Павел VI выпустил буллу Christi Regnum, которой учредил епархию Бароды, выделив её из архиепархии Бомбея. В этот же день епархия Бароды вошла в митрополию Бомбея.
11 ноября 2002 года епархия Бароды вошла в митрополию Гандинагара.

## Ординарии епархии
- епископ Ignatius Salvador D’Souza (29.09.1966 — 19.01.1986);
- епископ Francis Leo Braganza (27.04.1987 — 29.08.1997);
- епископ Godfrey de Rozario (29.08.1997 — по настоящее время).

## Источник
- Annuario Pontificio, Ватикан, 2007
- Булла Christi Regnum  (лат.)